# Аркада (фільм)
«Аркада» (англ. Arcade) — американський фантастичний фільм 1993 року.

## Сюжет
Виходить нова комп'ютерна приставка під назвою «Аркада». Діти збираються на її прем'єру в якійсь темній забігайлівці. Їм пояснюють, що гра була створена з використанням деякого комп'ютерного мозку, зробленого за ескізом людини. Цей мозок може сам керувати перебігом подій і змінювати ситуацію на свій розсуд. Учасника гри він повністю сканує, так що переносить його, як реальну людину у свій світ. Під час демонстрації один з учасників зник на порожньому місці. Дівчинка, з якою він був, відразу підняла паніку, і її пошуки привели до того, що її друг потрапив у віртуальний світ гри за свою поразку. Потім за ним пішла ще одна дівчина, а приставки стали поступово поширюватися по дітям. Дізнавшись від розробника гри, що той сам ще не зміг пройти далі третього рівня, обнадіяна дівчинка, заручившись допомогою свого приятеля, відправляється в комп'ютерну гру, щоб визволити друга і заодне покінчити з комп'ютерним монстром.

## У ролях
- Меган Ворд — Алекс Маннінг
- Пітер Біллінгслі — Нік
- Джон де Лансі — Діффорд
- Шерон Фаррелл — мама Алекса
- Сет Грін — Стілтс
- А.Дж. Ленджер — Лорі
- Брайан Даттіло — Грег
- Брендон Рейн — Бенз
- Б.Дж. Барі — ДеЛоачі
- Умберто Ортіз — хлопець
- Норберт Вайссер — Альберт
- Дон Старк — Фінстер
- Дороті Деллс — місіс Вівер
- Тодд Старкс — Берт Маннінг
- Александрія Бірн — хлопець в приймальні Аркади
- Девід Седерхолм — реєстратор
- Том Стовяк — Waches
- Джонатан Фуллер — Аркада